# Všedobrovice
Všedobrovice je vesnice v okrese Praha-východ, je součástí obce Kamenice. Nachází se 2 km na severovýchod od Kamenice. Vesnicí prochází silnice II. třídy 107. Je zde evidováno 66 adres.
Všedobrovice leží v katastrálním území Štiřín.

## Zajímavosti
V obci se nachází stará hasičská stanice, která prošla rekonstrukcí. Součástí hasičárny byla nevšední technická stavba na sušení hadic, která byla kvůli technickému stavu zbourána a na základě zdokumentování té původní postavena znovu.

## Galerie

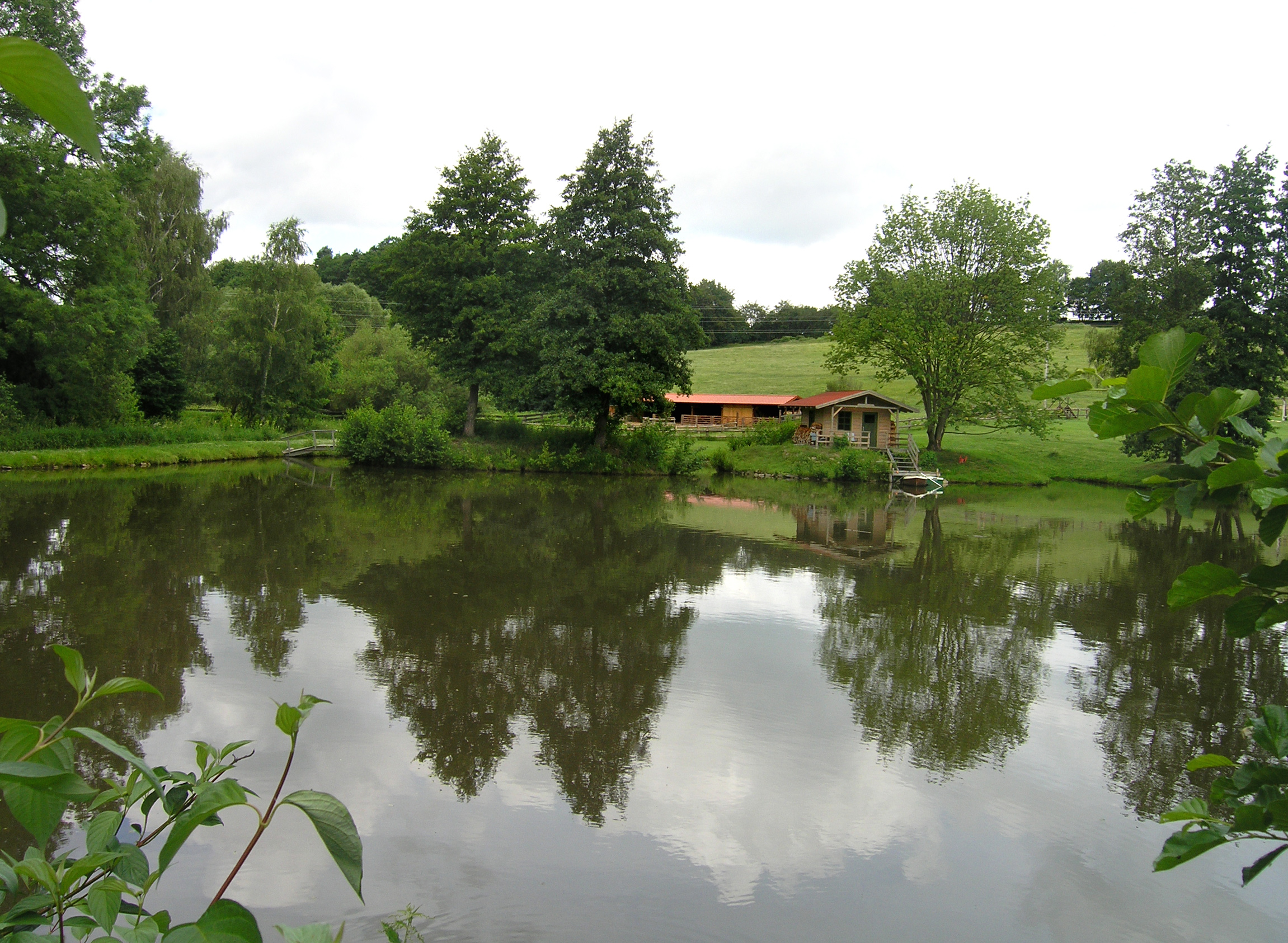
Severní rybník
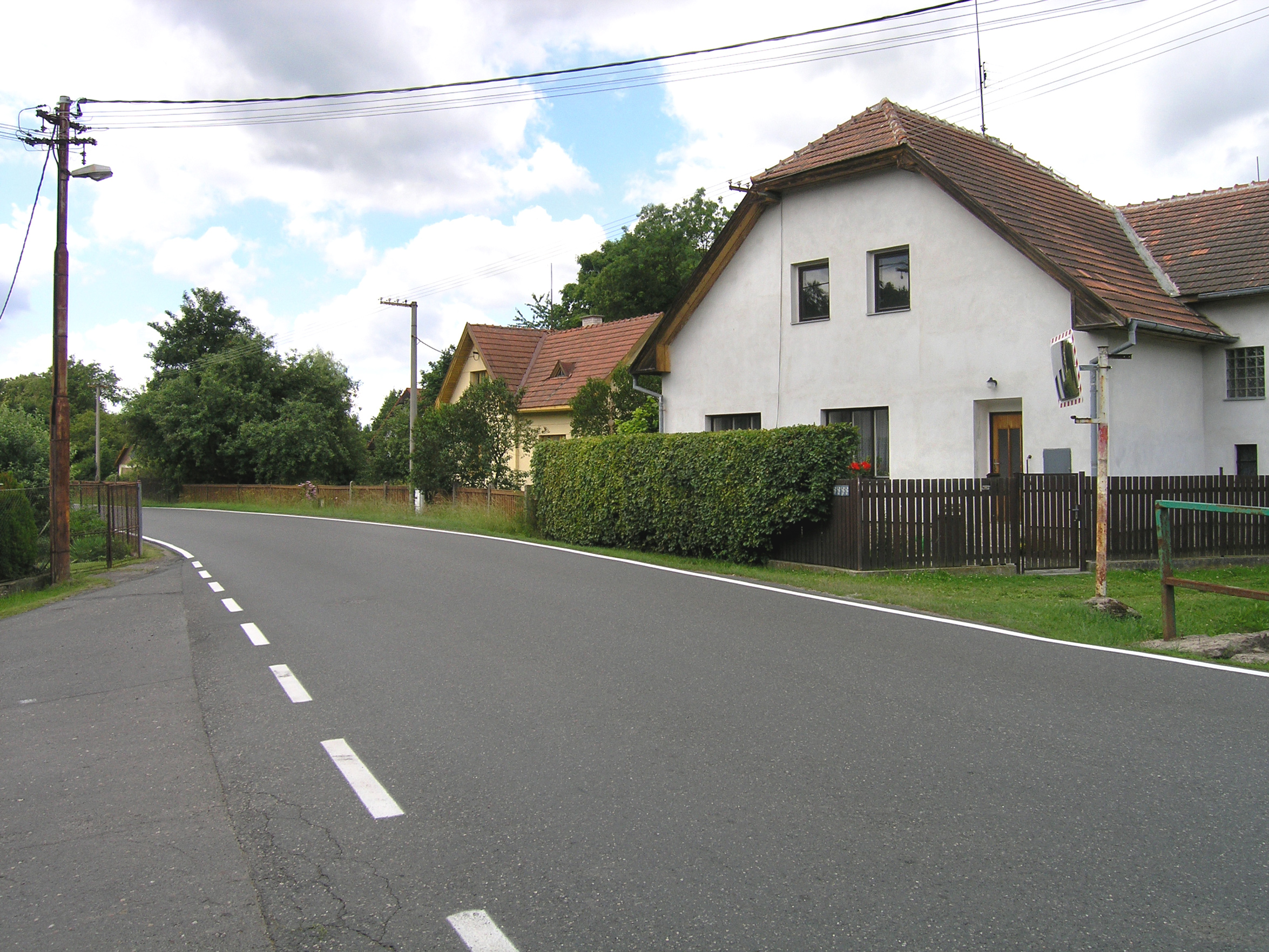
Silnice II/107
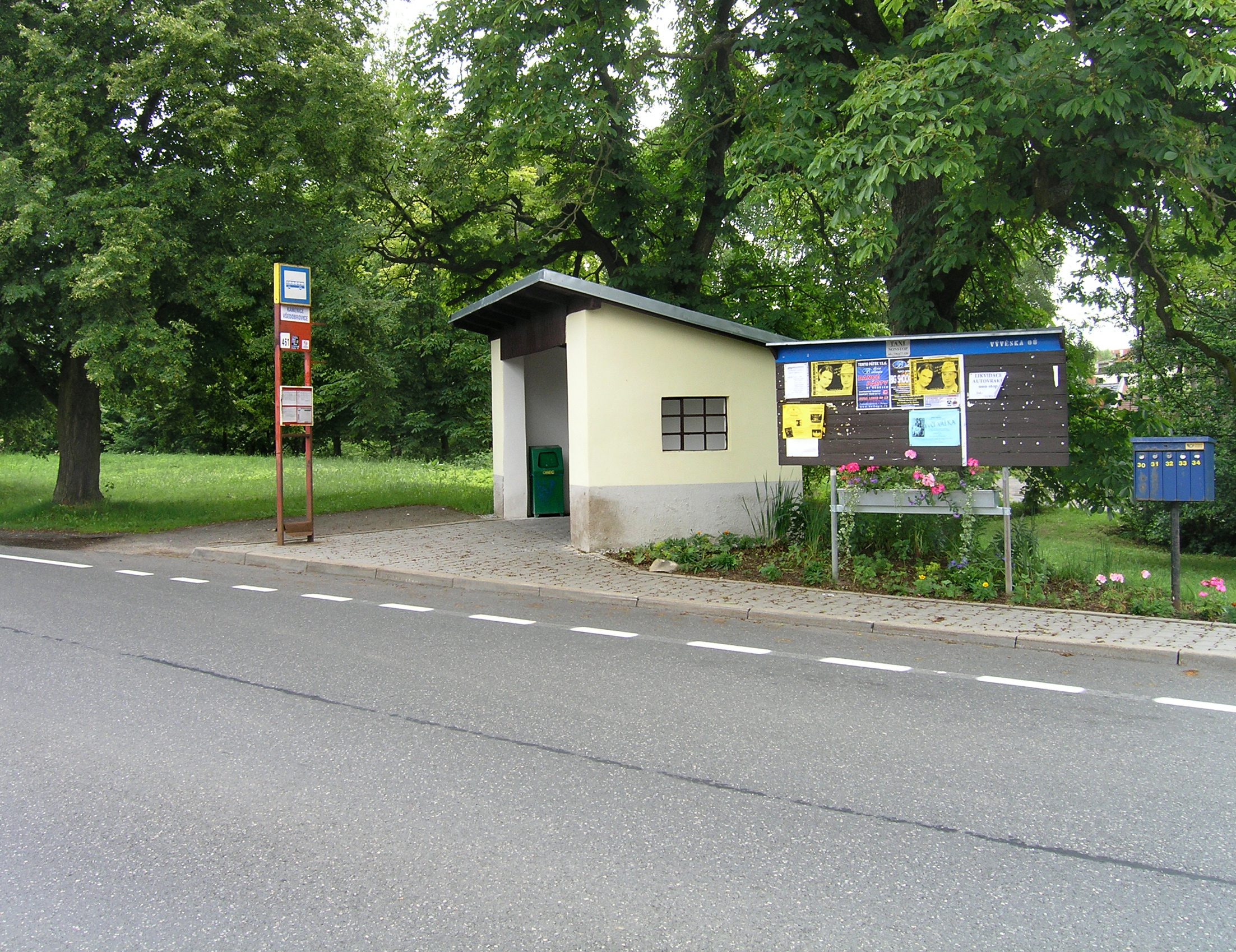
Autobusová zastávka